# フリードリヒ・ハインリヒ・ヤコービ

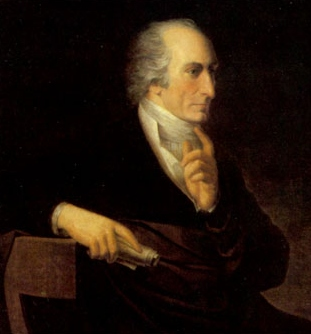
フリードリヒ・ハインリヒ・ヤコービの肖像

フリードリヒ・ハインリヒ・ヤコービ（Friedrich Heinrich Jacobi, 1743年1月25日 - 1819年3月19日）は、ドイツの思想家、著作家。自らは「非哲学（Nichtphilosophie）」の立場を唱道し、人間の活動すべての基礎を、悟性的な論証によっては到達できない、私とともに神的人格が「ある!」ということの直接的な確信、すなわち「信（der Glaube）」のうちに求めた（したがって彼の立場はまた「信仰哲学（Glaubensphilosohie）」とも称される）。近年の研究によって、いわゆる「ゲーテ時代」におけるヤコービの主導性が認識されはじめている。

## 生涯
1743年に、デュッセルドルフの裕福なドイツ系ユダヤ人の商人の次男として生まれた。1770年までは商人として生計を立てていた。1771年にベルク公国の宮廷メンバーとして迎えられた。そこでは、財政への知識と社会改革への熱意からしだいに著名になっていった。
ヤーコビは、常に哲学と文学への関心を持ち続けていた。兄で詩人のヨハン・ゲオルク・ヤコービを介して、ドイツの詩人ヴィーラントとともに文学雑誌を刊行し、名を轟かす。当時の学者層とも知り合いが多く、レッシング、ハーマン、ヘルダー、ゲーテなどとは親交が深かった。
ヤーコビは文才があることでも知られ、彼の美文に惹かれた者が多かった。1785年のスピノザ論争を契機に哲学の論壇に登場する。1794年にはフランス革命軍がデュッセルドルフに襲来したため、同地を去り、その後はハンブルクなどに在住した。1804年にミュンヘン学士院に哲学教授として招聘される。1807年から1812年まではバイエルン学士院の長を務めた。

## 思想
ヤコービの哲学的業績は、カント哲学に対する論駁と、フィヒテ、シェリングらドイツ観念論の哲学に対する論争にある。ヤコービの手法は自らの哲学的な体系をポジティブに主張するのではなく、「非哲学」として、論争相手となる哲学体系の内部に沈潜し、その根柢に潜む非理性的なもの、合理的根拠の不在を指摘する、というものであった（『スピノザ書簡』第三版「序文」参照）。しばしば彼の用いる術語について、それらの厳密さの欠如が指摘されるが、そのことはヤコービの思想の根本に論証的な合理性への不信がある、ということにも起因しているわけである。
ヤコービによると「信仰（Glauben）こそがあらゆる認識のエレメント」であるという。悟性による「論証」では、超感性的な対象（とりわけ神）を把握することはできない。しかし人間の精神、人間の理性は、論弁的な部分と並んで、超感性的、超自然的なものを直接的に受容する能力を備えている。それによって、人間はなにかしらが「ある!」という事実を感情的に感得することができる。スピノザに代表されるすべての思弁的論証（それがヤコービの言う「哲学」である）は、論理の「媒介（Vermittlung）」の体系的な網目を循環しているだけであり、その体系を根底において支え保持している超感性的なものを捉えることができない。それは第一次的な「存在」の直接的把握である「信仰」の契機を忘却しているからである。したがってヤコービによればそれは、すなわち「スピノザ主義」としての「哲学」は、「無神論」に等しい。
「信仰」としての、「存在」の根源的受容は、ヤコービによれば受動的なものではなく、同時に「精神」の自発的な活動によってなされる「取り入れ」である。この「精神」の活動こそ、理論的論証も含めたすべての人間の活動を基礎づけるべきものである。したがってヤコービの「非哲学」は、単なるロマン主義的な非合理性を主張するだけでのものではなく、「悟性」および「理性」の根源を徹底して志向するものであったと言える。
ただ、その根源はそれ自体理性的なものではない。それゆえ、理性的な仕方でその存在と根拠とが説得的に説明されうるものではない。このことから、ヤコービは論証に依らない「信仰」の立場へと立ち還ることが、一種の「飛躍（Sprung）」ないし「死の跳躍（salto mortale）」によってのみ可能であることを認めている。
以上は『スピノザ書簡』およびその第2版に付された第7付録参照。

## 汎神論論争（スピノザ論争）
ヤコービが直接与えた影響としては、モーゼス・メンデルスゾーンなどとによるスピノザ論争がある。1785年『スピノザの学説に関するモーゼス・メンデルスゾーン氏宛書簡』を出版してからは、カント、ハーマン、ヘルダー、ゲーテらが論争に加わった。

## カントに対する批判
有名な「物自体」批判については『ヒューム論』（1787年）の末尾に付された「超越論的観念論について」参照。

## 無神論論争
汎神論論争ののち、14年後の1799年にはヨハン・ゴットリープ・フィヒテのイェナ追放を巡り、無神論論争が起こった。このときヤコービはフィヒテと思想を異にしつつも、不当な追放を非難し、フィヒテを弁護した。なお、このやり取りの中でフィヒテの考えがニヒリズム（Nihilismus）であるということを指摘した。ドイツ語でのこれが、ニヒリズムという用語の哲学的な使用としての起源である、というのが通説である。因みに、1733年にFriedrich Lebrecht Goetzがこの語をラテン語で原子論批判の文脈で既に用いている。
ヤコービによれば、絶対的な自我からすべてを導出しようと試みるフィヒテの一元論的体系は、自我のほかに実在性の根拠を持たない。ヤコービはここから自我の無根拠性を見てとり、無の上に自我の有を接合するフィヒテの思想を「キメラ主義」ないしは、「無を意志する無」のみを根源とする「ニヒリズム」であると規定した。
ヤコービにとって、それはまた、絶対的実体の一元論を主張するスピノザ主義と変わるところがない。スピノザ主義もまたその意味で「ニヒリズム」であり、フィヒテ主義は「転倒したスピノザ主義」にほかならない（ヤコービの思考法によればそれは「無神論」と同じ意味である）。これらの論理的体系が帰結するところの空虚さを克服するためには、ヤコービ曰く、「飛躍」によって「信仰の立場」に立つよりほかはないのである。
1799年「フィヒテ宛書簡」参照。

## 神の事柄をめぐる論争
1811年『神の事柄とその啓示について』におけるヤコービのシェリング同一哲学批判と、翌年1812年におけるシェリングの『ヤコービ氏の著作神の事柄についての記念碑』における反論を直接的には指示する。この論争は先行する汎神論論争、無神論論争とも密接に関連し、19世紀前半を支配した宗教哲学をめぐる問題点を表立たせるとともに、それらを総括する意味合いをも持っている。
論争の間接的な火種は、シェリングの影響下でヘーゲルが1802年に発表した論文「信仰と知」にある。それに対して、ヤコービは『ケッペン宛三書簡』で応答してはいたが、1803年それまでシェリング側に立っていたエッシェンマイアーが『哲学の非哲学への移行』を書いてヤコービ側にシフト、「無限者から有限者への移行」の不可能性という論点のもとで、シェリングの同一哲学を批判した。それに応戦する形でシェリングは1804年に『哲学と宗教』を執筆、1809年の『人間的自由の本質』にまでつながる見解（悪の問題や堕落）を用意した。
この展開を1811年のヤコービがどの程度ふまえていたかは問題である。というのもヤコービのシェリング批判は『自由論』で展開された哲学というよりも、おもに彼の同一哲学に向けられていたからである。

## 影響
ヤコービの文筆活動は論争的でまた時局あるいは状況に即した領域で行われ、1800年前後のドイツの思想界・論壇に影響を与えた。ヤコービの思想は、体系付けられたものではなく、主に手紙でのやり取りや、講義などによるものが多く、哲学的というよりは、むしろ文学的な体裁でまとめられているのが特徴である。この時代に活躍した哲学・文学者の著作によって、ヤコービについて言及されている箇所は幾度も散見できる。ちなみに、著作集は全部で6巻であり、生前自身の手によって編集されたものである。
また20歳の学生だったヘーゲルはヘルダーリンとともに『スピノザ書簡』を読み、1791年2月12日のノートには汎神論論争のスローガンでもあった「ヘン・カイ・パーン（一にして全）」と書き付けている。
19、20世紀の間の世紀転換期においてヤコービ研究が多く出版されるが、社会学、人類学の研究に移る前のレヴィ＝ブリュルによる『ヤコービの哲学』（1894年）もその中のひとつである。
1933年、ディルタイの弟子であるボルノウが『F.H.ヤコービの生の哲学』を書き、ヤコービが「生の哲学」の先駆として再発見された。ボルノウの研究は20世紀ヤコービ研究の原動力となった。

## 主な作品
哲学的著作、書簡：
- 『スピノザの教説について』(Über die Lehre des Spinoza, in Briefen an Mendelssohn, 1785, 1789, 1819。田中光による翻訳が完成し、2018年4月知泉書館より『スピノザの学説に関する書簡』として刊行される）
- 『デビット・ヒュームの信について』(David Hume über den Glauben, oder Idealismus und Realismus, 1787。栗原隆・阿部ふく子・福島健太による一部翻訳が新潟大学人文学部哲学・人間学研究会編『世界の視点――知のトポス』、第六号、2010年に掲載されている)
- 『フィヒテへの手紙』(Sendschreiben an Fichte, 1799)
- 『理性を悟性へともたらそうとする批判哲学の企てについて』（Über das Unternehmen des Kritizismus, die Vernunft zu Verstand zu bringen, 1801）
- 『ケッペン宛三書簡』（drei Briefen an Köppen, 1803）
- 『学者社会とその精神、目的について』（Über gelehrte Gesellschaften, ihren Geist und Zweck, 1807）
- 『神の事柄とその啓示について』（Von den göttlichen Dingen und ihrer Offenbarung, 1811）

小説：
- 『アルヴィル』(Eduard Allwills Briefsammelung, 1781)
- 『ヴォルデマール』(Woldemar, 1779)

なお、1998年以降、新しい全集がマイナー社から刊行中である。